# Ylva Thörn
Ylva Britt Inger Thörn, ogift Johansson, född 2 augusti 1954 i Åtvidaberg, är en svensk fackföreningsledare och ämbetsman. Hon är ursprungligen undersköterska och var förbundsordförande i Svenska Kommunalarbetareförbundet mellan juni 1996 och juni 2010. Ylva Thörn var mellan 1 september 2015 och 31 juli 2021 landshövding i Dalarnas län. Hon är sedan 1987 gift med Lasse Thörn.
Thörn fick sitt första fackliga uppdrag som kontaktombud 1974 och blev 1976 klubbordförande. År 1979 utnämndes hon till sektionsordförande vid regionsjukhuset i Linköping, hon blev 1987 ombudsman på förbundskontoret och senare chef på vårdenheten inom avtalsavdelningen. Thörn valdes till förbundsordförande för Svenska Kommunalarbetareförbundet 1996, men ställde inte upp till omval vid kongressen 2010.